# 李楚杰
李楚杰（1926年12月—），男，广东普宁人，中国病理生理学家，暨南大学教授。曾任中国病理生理学会副理事长。